# Lutte aux Jeux olympiques d'été de 1932
Navigation
Amsterdam 1928 Berlin 1936

## Tableau des médailles par nations
| Rang | Nation          | Or | Argent | Bronze | Total |
| ---- | --------------- | -- | ------ | ------ | ----- |
| 1    | Suède           | 6  | 1      | 3      | 10    |
| 2    | États-Unis      | 3  | 2      | 0      | 5     |
| 3    | Finlande        | 2  | 3      | 3      | 8     |
| 4    | Allemagne       | 1  | 2      | 1      | 4     |
| 5    | Italie          | 1  | 1      | 2      | 4     |
| 6    | France          | 1  | 0      | 1      | 2     |
| 7    | Hongrie         | 0  | 2      | 1      | 3     |
| 8    | Canada          | 0  | 1      | 0      | 1     |
| -    | Tchécoslovaquie | 0  | 1      | 0      | 1     |
| -    | Danemark        | 0  | 1      | 0      | 1     |
| 11   | Autriche        | 0  | 0      | 2      | 2     |
| 12   | Australie       | 0  | 0      | 1      | 1     |

## Tableau des médailles par catégories
| Rang | Pays | Médaille d'or | Médaille d'argent | Médaille de bronze | Total |
| ---- | ---- | ------------- | ----------------- | ------------------ | ----- |

## Lutte Gréco-Romaine

### Poids coq, -56kg
| Médaille           | Nom              | Pays      |
| ------------------ | ---------------- | --------- |
| Médaille d'or      | Jakob Brendel    | Allemagne |
| Médaille d'argent  | Marcello Nizzola | Italie    |
| Médaille de bronze | Louis François   | France    |

### Poids plume, 56 -61kg
| Médaille           | Nom            | Pays      |
| ------------------ | -------------- | --------- |
| Médaille d'or      | Giovanni Gozzi | Italie    |
| Médaille d'argent  | Wolfgang Ehrl  | Allemagne |
| Médaille de bronze | Lauri Koskela  | Finlande  |

### Poids légers, 61 -66kg
| Médaille           | Nom             | Pays      |
| ------------------ | --------------- | --------- |
| Médaille d'or      | Erik Malmberg   | Suède     |
| Médaille d'argent  | Abraham Kurland | Danemark  |
| Médaille de bronze | Eduard Sperling | Allemagne |

### Poids mi-moyens, 66 -72kg
| Médaille           | Nom              | Pays     |
| ------------------ | ---------------- | -------- |
| Médaille d'or      | Ivar Johansson   | Suède    |
| Médaille d'argent  | Väinö Kajander   | Finlande |
| Médaille de bronze | Ercole Gallegati | Italie   |

### Poids moyens, 72 -79kg
| Médaille           | Nom            | Pays      |
| ------------------ | -------------- | --------- |
| Médaille d'or      | Väinö Kokkinen | Finlande  |
| Médaille d'argent  | Jean Földeák   | Allemagne |
| Médaille de bronze | Axel Cadier    | Suède     |

### Poids mi-lourds, 79 -87kg
| Médaille           | Nom             | Pays     |
| ------------------ | --------------- | -------- |
| Médaille d'or      | Rudolf Svensson | Suède    |
| Médaille d'argent  | Onni Pellinen   | Finlande |
| Médaille de bronze | Mario Gruppioni | Italie   |

### Poids lourds, +87kg
| Médaille           | Nom              | Pays            |
| ------------------ | ---------------- | --------------- |
| Médaille d'or      | Carl Westergren  | Suède           |
| Médaille d'argent  | Josef Urban      | Tchécoslovaquie |
| Médaille de bronze | Nikolaus Hirschl | Autriche        |

## Lutte libre

### Poids coq, -56kg
| Médaille           | Nom           | Pays       |
| ------------------ | ------------- | ---------- |
| Médaille d'or      | Robert Pearce | États-Unis |
| Médaille d'argent  | Ödön Zombori  | Hongrie    |
| Médaille de bronze | Aatos Jaskari | Finlande   |

### Poids plume, 56 -61kg
| Médaille           | Nom                  | Pays       |
| ------------------ | -------------------- | ---------- |
| Médaille d'or      | Hermanni Pihlajamäki | Finlande   |
| Médaille d'argent  | Edgar Nemir          | États-Unis |
| Médaille de bronze | Einar Karlsson       | Suède      |

### Poids légers, 61 -66kg
| Médaille           | Nom            | Pays    |
| ------------------ | -------------- | ------- |
| Médaille d'or      | Charles Pacôme | France  |
| Médaille d'argent  | Károly Kárpáti | Hongrie |
| Médaille de bronze | Gustaf Klarén  | Suède   |

### Poids mi-moyens, 66 -72kg
| Médaille           | Nom              | Pays       |
| ------------------ | ---------------- | ---------- |
| Médaille d'or      | Jack van Bebber  | États-Unis |
| Médaille d'argent  | Daniel MacDonald | Canada     |
| Médaille de bronze | Eino Leino       | Finlande   |

### Poids moyens, 72 -79kg
| Médaille           | Nom            | Pays     |
| ------------------ | -------------- | -------- |
| Médaille d'or      | Ivar Johansson | Suède    |
| Médaille d'argent  | Kyösti Luukko  | Finlande |
| Médaille de bronze | József Tunyogi | Hongrie  |

### Poids mi-lourds, 79 -87kg
| Médaille           | Nom             | Pays       |
| ------------------ | --------------- | ---------- |
| Médaille d'or      | Peter Mehringer | États-Unis |
| Médaille d'argent  | Thure Sjöstedt  | Suède      |
| Médaille de bronze | Eddie Scarf     | Australie  |

### Poids lourds, +87kg
| Médaille           | Nom              | Pays       |
| ------------------ | ---------------- | ---------- |
| Médaille d'or      | Johan Richthoff  | Suède      |
| Médaille d'argent  | John Riley (en)  | États-Unis |
| Médaille de bronze | Nikolaus Hirschl | Autriche   |